# Kill 'Em All
Kill 'Em All — дебютний студійний альбом американського треш-метал гурту Metallica. Був виданий 25 липня 1983 на лейблі «Megaforce Records». Metallica починали з виступів у місцевих клубах Лос-Анджелеса. Вони записали кілька демо, щоб привернути увагу власників клубів, і зрештою переїхали до Сан-Франциско, щоб скористатися послугами бас-гітариста Кліффа Бертона. Демо-запис гурту No Life 'til Leather (1982) був помічений головою лейблу Megaforce Джоном Зазулою, який підписав їх і надав бюджет у 15 000 доларів на запис. Спочатку лонгплей планувалося назвати Metal Up Your Ass. Колектив попросили змінити назву, оскільки дистриб'ютори побоювалися, що випуск альбому з такою образливою назвою зменшить шанси на комерційний успіх.
Metallica рекламувала альбом у двомісячному турі Kill 'Em All for One з англійським хеві-метал-гуртом Raven у США. З платівки було випущено два сингли: «Whiplash» та «Jump in the Fire».
З моменту початку продажів, Kill 'Em All став тричі платиновим. Тільки у США було продано понад 3 000 000 копій альбому. Робоча назва альбому— Metal Up Your Ass. Kill 'Em All вважається першим треш альбомом в історії.

## Історія запису
Metallica була заснована у 1981 році в Лос-Анджелесі барабанщиком Ларсом Ульріхом і вокалістом/ритм-гітаристом Джеймсом Гетфілдом. Перш ніж визначитися з остаточним складом, власник Metal Blade Records Браян Слегел попросив Metallica записати пісню для першого видання його збірки Metal Massacre. Гетфілд і Ульріх вибрали пісню «Hit the Lights» із попередньої групи Гетфілда та його друга дитинства Рона МакГовні «Leather Charm» і записали її разом з тимчасовим гітаристом Ллойдом Грантом. Перший постійний склад гурту включав Гетфілда, Ульріха, МакГовні та гітариста Дейва Мастейна, який був найнятий за оголошенням у газеті. Гурт репетирував в гаражі МакГовні та виступав у місцевих клубах. Перший концерт Metallica відбувся 14 березня 1982 року у Radio City в Анагаймі. Сет-лист складався з двох оригінальних пісень («Hit the Lights» і «Jump in the Fire» від попередньої групи Мастейна Panic) і кавер-версій пісень гуртів нової хвилі британського важкого металу (Diamond Head, Blitzkrieg, Savage і Sweet Savage). Концерт пройшов не так добре, як планувалося: у Мастейна були проблеми з педаллю дисторшну на гітарі, також у нього порвалась струна. Другий концерт Metallica відбувся 27 березня 1982 року в голлівудському клубі Whiskey a Go Go, розігріваючи гурт Saxon.
Щоб привернути увагу власників клубів, у квітні 1982 року Metallica записала демо Power Metal, яке окрім вже виконаних пісень містило трек «Motorbreath». Демо «No Life ’til Leather» було записано в липні 1982 року і викликало ажіотаж у підпільних колах торгівлі музичними стрічками. No Life 'til Leather представила перезаписану версію пісні «Hit the Lights», яка з’явилася на другого виданні збірки Metal Massacre, а також нові пісні: «Phantom Lord», «Seek & Destroy» і «Metal Militia». Запис і мастеринг фінансував Кенні Кейн, власник панк-лейблу High Velocity, а розповсюджував Ульріх і його друг Пет Скотт. Через напружені стосунки з Мастейном МакГовні покидає гурт у грудні. Гурт починає пошуки нового бас-гітариста. Ульріх був вражений виступом Кліффа Бертона з Trauma в клубі The Troubadour у Західному Голлівуді, і запропонував йому приєднатися до групи. Бертон заявив, що приєднається до гурту за умови, якщо Metallica переїде в Сан-Франциско, гурт погодився. Metallica мала намір записати свій дебют у Лос-Анджелесі на незалежному лейблі Слегела з бюджетом у 8000 доларів. Слегел не міг дозволити собі платівку, і Ульріх зв’язався з Джоном Зазулою, власником магазину звукозаписів у Нью-Джерсі та промоутером хеві-метал-груп на Східному узбережжі, який вже чув демо No Life ’til Leather. Metallica орендували вантажівку U-Haul і поїхали до Нью-Джерсі наприкінці березня, а після прибуття дозволили Зазулі продати копії No Life 'til Leather.
Гетфілд і Ульріх звільнили Мастейна вранці 11 квітня після концерту в Нью-Йорку через його проблеми з наркотиками та алкоголем, надмірно агресивну поведінку та сутички з одногрупниками. За рекомендацією Вітакера Metallica залучила Кірка Гемметта, який грав у Exodus і був учнем Джо Сатріані. Гемметт вивчив всі пісні під час свого польоту до Нью-Йорка, і лише через місяць почав записувати альбом з Metallica.
Знайти студію та кошти для запису альбому учасникам гурту Metallica було досить складно. Гурт виховав в собі професіоналізм та дисципліну, в тому числі завдяки численним концертам, але грошові проблеми стояли так само гостро. Джону Зазулі вдалося переконати менеджмент нью-йоркської студії Pyramid Studios дозволити йому придбати звукозаписні сесії на виплат. Пол Керсі, призначений продюсером альбому, погодився на це не відразу.
10 травня 1983 року Metallica почала запис альбому. Їхній матеріал був відмінно відрепетируваний. У перервах між сесіями обговорювалися назви альбому: спочатку виникла ідея вельми двозначної назви Metal Up Your Ass (Відметалимо тобі дупу). Проте цю назву відкинула їх компанія-дистриб'ютор. Компанія повідомила, що альбом з такою назвою просто не піде і буде погано продаватися. Розлютившись на подібну манірність, гурт запропонував альтернативні варіанти, найкращим з яких стала ідея Бертона. Кліфф просто сказав зі злості: «Так убити їх всіх треба!» на те, що Megaforce забракувала стару назву. Це і стало назвою платівки.

## Музика та тексти
Зміст альбому, насичений складними структурами рифів, нагадує творчість гуртів нової хвилі британського важкого металу, які також виконували свій матеріал із великою швидкістю. Kill 'Em All вважається основним записом треш-металу, оскільки саме він ввів кілька ключових елементів жанру: швидку перкусію, «низькі» акорди та шредингову манеру звуковидобування. У порівнянні з більш раннім матеріалом, вся група стала грати технічніше і швидше. Крім цього, сформувався індивідуальний стиль музикантів — так, Гемметт зіграв кілька пентатонічних партій, а Ульріх почав виконувати ритм у стилі «дабл-тайм», який стане канонічним на наступних альбомах Metallica. У свою чергу, вокал Гетфілда еволюціонував з «мелодійного крику», який звучав на No Life ’til Leather, в «абразивний рев». Згодом музичний публіцист Джоел Макайвер відзначав інструментальне виконання Бертона і Гетфілда, яке було майже віртуозним через плавно звучаючий бас першого і майстерність гри медіатором останнього. За словами журналіста Чака Едді, юнацький підхід до серйозної тематики пісень, таким як війна, насильство та життя в дорозі, надає альбому «наївний шарм». Звучання платівки також значуще відрізнялося від домінуючої в чартах музики глем-метал гуртів початку 1980-х. Музиканти виділялися своїм агресивним виглядом і бунтарським духом на тлі мейнстримового хардроку, що приваблювало фанатів андерґраундної музики.
- «Hit the Lights». Мелодія першого треку заснована на незакінченій пісні гурту Leather Charm, написаному Гетфілдом і Г'ю Теннером (англ.  Hugh Tanner). Під час роботи над матеріалом гітарист приніс більшу частину треку Ульріху, і вони підібрали різні аранжування. Записана зі швидкістю 160 ударів за хвилину композиція відкривається «спотвореними» гітарними акордами та криком Хетфілда. Структура пісні вибудувана на 16-х нотах, що дублюються в основному рифі і повторюються 8-х нотах ударних. Текст пісні присвячений світосприйняттю хеві-металу, фронтмен виконує його короткими фразами - високим вокалом[10]. «Hit the Lights» закінчується кількома довгими гітарними соло Гемметта, які є більш віртуозними і мелодійними версіями пасажів Мастейна.
- «The Four Horsemen». Композиція The Four Horsemen є оновленим варіантом написаного Мастейном треку, The Mechanix, спочатку присвяченого сексу на автозаправній станції[10][11]. Згодом, цю пісню, з доопрацьованою мелодією та оригінальним текстом, випустили на дебютному альбомі Megadeth Killing Is My Business... and Business Is Good! (1985). У свою чергу Гетфілд переписав текст, змінивши його на сюжет про Вершників Апокаліпсису, і додав бридж і нове гітарне соло в середині, незважаючи на те, що Мастейн попросив колишніх колег не використовувати його музику у своїй творчості[10].
- «Motorbreath». Ще одна композиція Гетфілда, складена музикантом під час його перебування в Leather Charm. Структура пісні побудована на чотириакордних куплетах і чергуваних приспівах, її текст присвячений життю в дорозі. Відмінними частинами треку є барабанні пасажі Ульріха і гітарний риф, який звучить на тлі соло Хемметта. Високий темп пісні відбився на басової партії Бертона, який був змушений грати медіатором на дуже високій швидкості[6].
- «Jump in the Fire». Композиція була написана Мастейном, її первісний зміст був присвячений підлітковій сексуальній незадоволеності[3]. Гетфілд переписав текст, кардинально змінивши концепцію. Новий варіант пісні викладався від імені сатани: диявол спостерігає за тим, як люди вбивають один одного, висловлюючи впевненість, що всі вони потраплять у пекло за свої вчинки. У лютому 1984 року «Jump in the Fire» була випущена у форматі синглу (на території Великої Британії) для просування британського турне Metallica з групою Venom[12]. Друга сторона синглу містила «концертні» версії треків «Phantom Lord» та «Seek & Destroy», які насправді були студійними записами з додаванням штучного гулу публіки, продубльованого кілька разів[13]. На обкладинці синглу була зображена картина The Devils of D-Day, створена художником Ле Едвардсом в 1978[14].
- «(Anesthesia) — Pulling Teeth». П'ятий трек є басовим солом, виконаним Бертоном під акомпанемент ударних. Основний лейтмотив треку був складений Бертон ще в старших класах, під час виступів з групою Agents of Misfortune. Мелодія композиції побудована на стилі музиканта, т.з. «головному басі», який, крім ефектів: дисторшну і wah-wah, включає техніку виконання тепінгом[10]. На початку треку звукоінженер Кріс Бубач вимовляє: «Басове соло, дубль один», натякаючи слухачам на те, що композиція була записана з першого разу[6] Структура "(Anesthesia) — Pulling Teeth" була саме тим соло, яке грав Бертон, коли Ульріх і Гетфілд вперше побачили його на концерті[2]. Згодом Джеймс згадував: «Ми слухали це дике, безперервне соло, і я впіймав себе на думці, що [на сцені] „не було жодного гітариста». Ми підрахували струни, після чого я нарешті обернувся до Ларса і вигукнув: «Чувак, це бас!». Кліфф піднявся на сцену разом зі своїм гуртом Trauma, wah-wah педаллю і величезною копією червоного волосся. Йому було байдуже, чи були там люди. Він [просто] дивився на свій бас і грав»[6].
- «Whiplash». Вона має 16-нотну структуру, яка виконується у вкрай швидкому ритмі зі швидкістю близько 200 ударів за хвилину. Під час запису своїх партій Гетфілд та Бертон приглушували струни долонею, а також використовували метрономи для більш точного влучення в ноти[6]. Тематика пісні була присвячена енергії залу для глядачів і хедбенгінгу[15]. На думку рок-журналіста Міка Волла, «Whiplash» ознаменувала народження треш-металу як жанру: «Якщо хтось хоче визначити той самий момент, коли треш прибув у цей світ, ричачи і бризкаючи слиною, це, безперечно, „Whiplash“».
- «Phantom Lord». Зміст пісні присвячений нечистій силі. Її мелодія починається із синтезованого басового гулу, що переходить у чисті гітарні акорди, виконані в стилі арпеджіо. Створений Мастейном центральний риф був навіяний музикою стилю NWOBHM[6].
- «No Remorse». Композиція є середньотемповим записом, який раптово прискорює темп на п'ятій хвилині[6]. Фабула пісні відбиває ідею, що у битві відсутнє почуття каяття чи покаяння.
- «Seek & Destroy». Пісня була натхненна мелодією треку «Dead Reckoning» гурту Diamond Head і була першою композицією Metallica, записаною під час альбомних сесій. Гетфілд написав головний риф у службовій вантажівці неподалік фабрики наклейок у Лос-Анджелесі, де він працював. Завдяки своєму однорядковому приспіву, що запам'ятовується, пісня стала популярна серед фанатів групи і посіла одне з центральних місць у концертному репертуарі колективу.
- «Metal Militia». Фінальний трек є однією з найшвидших композицій пластинки. Її основний риф був написаний Мастейном, згідно з задумом гітариста, він повинен був передати ефект армії, що марширує. Пісня закінчується гучним тупотінням ніг і звуками куль, що рикошетять, які поступово стихають. Тематика треку присвячена "металевому" способу життя та бунтарському менталітету.

## Відгуки
«Kill 'Em All» отримав схвалення критиків. Бернард Доу з Metal Forces назвав Kill 'Em All одним із найшвидших і найважчих альбомів, коли-небудь записаних, і зазначив, що альбом не для слабкодухих. Грег Кот із Chicago Tribune охарактеризував його «прототипом спід-металу », проте поскаржився, що тематичні запозичення з текстів Judas Priest і The Misfits не дозволили альбому стати класикою. У ретроспективному огляді Billboard, редакція журналу похвалила платівку за те, що вона змінила обличчя популярної музики своєю унікальною комбінацією панку та металу. У свою чергу Стів Г'юї з AllMusic назвав музику альбому «істинним народженням трешу». Рецензент високо оцінив високотехнологічний гітарний стиль Гетфілда і відзначив, що група «грає з чітко контрольованою люттю навіть у найвибагливіших темпах». Тим часом, оглядач The Rolling Stone Album Guide Роб Кемп охарактеризував Kill 'Em All як запис, що консолідує сцени панк-року та хеві-металу, проте нарікав, що за винятком "Seek & Destroy" і "(Anesthesia) - Pulling Teeth", більшу частину альбому гурт «намагається виглядати брутальним» на тлі повних енергії, але не відшліфованих до кінця пісень. На думку публіциста Мартіна Попоффа лонгплей відрізнявся від записів схожих метал-груп із Сан-Франциско тим, що фанати Metallica могли ототожнювати себе з піснями Гетфілда та зовнішнім виглядом музикантів. У свою чергу Чак Едді з журналу Spin назвав Kill 'Em All початком «манії екстрим-металу» 1980-х. Рецензент підкреслив, що на момент свого виходу альбом не отримав суттєвого визнання з боку музичної преси, але почав набирати впливу згодом, тим самим «відкривши двері для менш успішних гуртів». Згодом багато музичних експертів відзначали вплив платівки на розвиток жанру важкої музики в цілому, так, незважаючи на те, що Джоел Макайвер назвав диск гурту Venom Welcome to Hell (1981) першим альбомом у жанрі треш-метал, він визнав істотний вплив Kill'Em All на формування американської сцени хеві-металу. У схожому ключі висловився оглядач порталу Loudwire Джон Вайдерхорн, який заявив, що незважаючи на "менш досконалий продакшн", Kill 'Em All звучить як "впливовий шматочок історії" і стоїть на тому ж рівні, що і класичні альбоми Black Sabbath, Iron Maiden і Judas Priest.
Джеррі Юінг з журналу Classic Rock поставив альбому 4 бали з 5, зазначаючи: «Плодами першого складу Metallica стали відгомони інтенсивно розвиваючогося андеграундного руху, породившого треш. Орієнтуючись на творчість загальновизнаних майстрів металу Motorhead, Judas Priest та Iron Maiden і поєднуючи це зі майстерністю менш відомих Diamond Head та власною юнацькою злістю та відвагою, Metallica відкрили новий шлях розвитку металу. Від шаленої потужності енергійних треків на кшталт «Whiplash» досі кидає у тремтіння, і можна тільки захоплюватися динамізмом молодих талантів у таких піснях, як «Jump in the Fire» та «Seek & Destroy».
Kill 'Em All був випущений 25 липня 1983 на лейблі Megaforce Records, його початковий тираж склав 15 000 примірників. Через фінансові обмеження лейблу альбом випускався партіями по 500 копій. До кінця року продажі лонгплею в США склали понад 17 000 екземплярів. Подібно до представників панк-року, Metallica просували свій матеріал через розсилку поштою та незалежні музичні журнали, такі як Metal Forces у Великій Британії та Metal Mania у США. Спочатку альбому не вдалося потрапити в чарт Billboard 200, проте після комерційного успіху третьої студійної платівки групи Master of Puppets  — через три роки — він все ж таки відзначився в цьому хіт-параді на 155-му місці. Перевидання 1988 року, випущене на мейджор-лейблі Elektra Records, також фігурувало в цьому чарті, досягнувши 120-го рядка. У 1999 році альбом був сертифікований як тричі платиновий в Сполучених Штатах.
У зв'язку з тим, що Kill 'Em All був першим альбомом у стилі треш-метал, випущеним у США, він вплинув на сцену, що формується, і надихнув велику кількість наступних виконавців цього жанру своєю швидкістю, агресивністю і брутальністю. Так, за словами гітариста Керрі Кінга, гурт Slayer все ще знаходився в пошуку свого звучання, тоді як Metallica вже визначили свій імідж і музичну ідентичність. У свою чергу, гітарист Anthrax Скотт Ян зізнавався, що був настільки вражений важкістю та змістом альбому, що він вплинув на нього так само сильно, як записи Iron Maiden. Барабанщик гурту Dream Theater Майк Портной зазначав, що Kill 'Em All перевершив гурти нової хвилі британського важкого металу з точки зору абсолютної швидкості, і назвав басове соло Бертона найвищим досягненням альбому. Kill 'Em All зайняв 35-е місце у списку журналу Rolling Stone «100 найкращих альбомів 80-х». Крім того, лонгплей відзначився ще у двох рейтингах цього видання: на 54-му рядку «100 найкращих дебютних альбомах усіх часів» та 35-й позиції у списку «100 найкращих метал-альбом усіх часів» того ж журналу.  Також платівка посіла 29 місце у списку журналу Kerrang! «100 найбільших хеві-метал альбомів усіх часів». Крім цього, в 2010 році редакція порталу Consequence of Sound присудила диску 94-е місце у своєму рейтингу «100 найкращих альбомів усіх часів»

## Тур
Наприкінці липня 1983 року Metallica вирушила у двомісячний тур Kill 'Em All for One разом із британськими хедлайнерами Raven. У назві туру поєднувалися назви альбомів, які рекламували два гурти: Kill 'Em All і All for One, обидва випущені на Megaforce Records. Metallica і Raven зустрілися в домі Зазули за два дні до початку туру та їхали в одній машині протягом усього туру з п’ятьма роуді та звукорежисером Вітакером. Під час туру було кілька погано відвідуваних концертів, таких як виступ в клубі Cheers у Бабилоні (Нью-Йорк), в якому взяли участь близько 50 осіб. Через сім тижнів після завершення туру Metallica замовила кілька виступів у клубах Бей Еріа. У заміському клубі в Резеді група дебютувала з піснями «Fight Fire with Fire» і «Creeping Death».", а також з ранньою версією "The Call of Ktulu", яка тоді називалася "When Hell Freezes Over" (студійні версії цих пісень увійдуть в альбом Ride the Lightning). Через три дні, під час концерту в The Stone у Сан-Франциско, Metallica представила пісню "Ride the Lightning" - титульний трек однойменного альбому. У грудні Metallica вирушила в короткий тур на Середньому Заході та в східній частині Сполучених Штатів разом з командою з трьох осіб: Вітакер, гітарний технік Джон Маршалл і барабанний технік Дейв Маррс. Концерт 14 січня 1984 року у Бостоні був скасований, оскільки обладнання гурту було вкрадено.
У лютому Metallica вирушила в свій перший європейський тур разом з Twisted Sister. Спонсором туру виступив британський дистриб’ютор Metallica, Music for Nations, який з цієї нагоди випустив EP «Jump in the Fire». Перший концерт відбувся у Фольксгаузі в Цюріху 3 лютого. 11 лютого на фестивалі Aardschok у Зволле Metallica грала перед 7000 людьми, найбільшою їх аудиторією на той час. Тур простягнувся такими країнами, як Італія, Німеччина, Франція та Бельгія, завершившись двома аншлаговими концертами в Marquee Club у Лондоні. Після завершення туру Metallica вирушила до студії Sweet Silence Studios у Копенгагені, щоб записати свій другий альбом Ride the Lightning. До кінця туру альбом Kill 'Em All було продано тиражем 60 000 копій по всьому світу, і Metallica почала отримувати міжнародне визнання. 8 червня 2013 року на фестивалі Orion Music + More, Metallica вперше зіграла альбом повністю, щоб відзначити 30-річчя альбому.

## Оформлення обкладинки
На обкладинці альбому розміщена фотоколаж: кувалда, калюжа крові та тінь руки. Це зображення досі можна побачити на футболках Metallica. На зворотному боці надрукована фотографія учасників групи.

## Список композицій
| Side one | Side one                                       | Side one                      | Side one   |
| #        | Назва                                          | Автор                         | Тривалість |
| -------- | ---------------------------------------------- | ----------------------------- | ---------- |
| 1.       | «Hit the Lights»                               | Джеймс Хетфілд, Ларс Ульріх   | 4:17       |
| 2.       | «The Four Horsemen»                            | Хетфілд, Ульріх, Дейв Мастейн | 7:13       |
| 3.       | «Motorbreath»                                  | Хетфілд                       | 3:08       |
| 4.       | «Jump in the Fire»                             | Хетфілд, Ульріх, Мастейн      | 4:42       |
| 5.       | «(Anesthesia) Pulling Teeth» (Інструментальна) | Кліфф Бертон                  | 4:15       |
| 6.       | «Whiplash»                                     | Хетфілд, Ульріх               | 4:10       |
| 7.       | «Phantom Lord»                                 | Хетфілд, Ульріх, Мастейн      | 5:02       |
| 8.       | «No Remorse»                                   | Хетфілд, Ульріх               | 6:26       |
| 9.       | «Seek & Destroy»                               | Хетфілд, Ульріх               | 6:55       |
| 10.      | «Metal Militia»                                | Хетфілд, Ульріх, Мастейн      | 5:10       |

| Бонус-треки (Перевидання Elektra 1988 року) | Бонус-треки (Перевидання Elektra 1988 року) | Бонус-треки (Перевидання Elektra 1988 року) | Бонус-треки (Перевидання Elektra 1988 року) |
| #                                           | Назва                                       | Автор                                       | Тривалість                                  |
| ------------------------------------------- | ------------------------------------------- | ------------------------------------------- | ------------------------------------------- |
| 11.                                         | «Am I Evil?» (кавер Diamond Head)           | Шон Харріс, Браян Татлер                    | 7:50                                        |
| 12.                                         | «Blitzkrieg» (кавер Blitzkrieg)             | Ян Джонс, Джим Сіротто, Браян Росс          | 3:35                                        |

| Бонус-треки (Тільки завантаження) | Бонус-треки (Тільки завантаження) | Бонус-треки (Тільки завантаження) | Бонус-треки (Тільки завантаження) |
| #                                 | Назва                             | Автор                             | Тривалість                        |
| --------------------------------- | --------------------------------- | --------------------------------- | --------------------------------- |
| 11.                               | «The Four Horsemen» (Live)        | Хетфілд, Ульріх, Мастейн          | 5:31                              |
| 12.                               | «Whiplash» (Live)                 | Хетфілд, Ульріх                   | 4:19                              |

## Учасники запису
Metallica
- Джеймс Гетфілд – вокал, ритм-гітара
- Кірк Гемметт – соло-гітара
- Кліфф Бертон — бас-гітара
- Ларс Ульріх – ударні

* Джейсон Ньюстед – бас-гітара, бек-вокал на бонус-треках цифрового перевидання
* Дейв Мастейн – в записі альбому не брав участі, але є автором пісень
Інші
- Пол Курсіо – продюсування
- Джон Зазула – виконавчий продюсер
- Кріс Бубач – звукоінженер
- Енді Врублевскі – помічник звукоінженера
- Джек Скіннер – мастеринг
- Боб Людвіг – мастеринг (перевидання Elektra)
- Джордж Маріно – ремастеринг 1995 року
- Хауі Вайнберг – ремастеринг 2016 року
- Metallica, Марк Вітакер – продюсування бонус-треків перевидання Elektra
- Джеффрі «Нік» Норман – звукоінженер бонус-треків перевидання Elektra
- Майк Гілліс – зведення бонусних треків цифрового перевидання.

## Українські видання
Перше піратське видання альбому «Kill 'Em All» в Україні було випущено лейблом Western Thunder Records у 1994 році. Нище наведено неповний список українських видань цього альбому:
- Western Thunder Records – WT 0358 (Cassette, Album, Reissue, Unofficial Release), 1994.
- KM – 0554 (Cassette, Album, Unofficial Release), 1995.
- Moon Records – none (Cassette, Album, Reissue, Unofficial Release), жовтень 1997.
- Vertigo – 838142-4, PolyGram – 838 142-4 (Cassette, Album, Reissue), 2002.
- Vertigo – 838142-4, Universal – 838142-4, Ukrainian Records – 838142-4, Euro Star – 838142-4 (Cassette, Album, Reissue), 2004.
- Vertigo – 838 142-9, Vertigo – 838 149-5, Phonogram – 838 142-9, Phonogram – 838 149-5 (CD, Album, Reissue, 1st version), 2007.
- Vertigo – 838 142-9, Vertigo – 838 149-5, Phonogram – 838 142-9, Phonogram – 838 149-5 (CD, Album, Reissue, 3rd version), 2007.
- Vertigo – 838142-9, Vertigo – 838 142-9, Vertigo – 838 149-5, Phonogram – 838142-9, Phonogram – 838 142-9, Phonogram – 838 149-5, Ukrainian Records – 838142-9, Ukrainian Records – 838 142-9, Ukrainian Records – 838 149-5 (CD, Album, Reissue), 2007.
- Vertigo – 838 142-9, Vertigo – 838 149-5, Phonogram – 838 142-9, Phonogram – 838 149-5Vertigo – 838 142-9, Vertigo – 838 149-5, Phonogram – 838 142-9, Phonogram – 838 149-5 (CD, Album, Reissue, 2nd version), 2008.

## Перевидання
15 липня 2010 у продаж надійшло лімітоване вінілове делюкс-видання альбому на подвійному 180-грамовому розворотному вінілі, причому альбом пройшов ремастеринг з оригінальних майстер-плівок. Наклад видання становив лише 1 000 примірників, платівка може бути замовлена тільки через фан-клуб.
У 2016 році вийшло перевидання Kill 'Em All у трьох різних форматах. Крім стандартних видань на компакт-дисках та вінілі, які містили оригінальну версію платівки, що пройшла процедуру ремастерингу, була випущена подарункова версія альбому (англ. deluxe edition). Ця версія включала чотири грамплатівки, п'ять CD, один DVD, книгу в твердій палітурці, що містила безліч фотографій, що не публікувалися раніше, а також нашивку, оформлену в кольорах альбому (червоний логотип групи на чорному тлі). Оригінальний аудіоматеріал (альбом у версіях на CD та LP) також можна було завантажити у цифровому вигляді, за допомогою спеціальних mp3-карток. Перевидання було випущено 15 квітня 2016 року у День музичного магазину. Невиданий раніше матеріал включав: запис на вінілі Live at Espace Balard (Париж, 9 лютого 1984 року), раніше не опублікований на CD запис концерту гурту в «J Bees Rock III» (Мідлтон, Нью-Йорк, 20 січня 1984 року), компакт-диск із записом виступу Live at the Keystone ( Пало-Альто, 31 жовтня 1983 року); демоверсії та ранні варіанти пісень альбому з колекції Ульріха (12 треків); інтерв'ю музикантів на радіо; а також DVD з концертом - Live at the Metro in Chicago (Чикаго, 12 серпня 1983).

### Зміст подарункового видання
Перший і другий диски - оригінальний альбом на CD і LP (ремастер версія), також містять код для цифрового завантаження лонгплея цих версіях.
| Live at Espace Balard, Paris, France — 9th Febrary 1984 (2 LP) | Live at Espace Balard, Paris, France — 9th Febrary 1984 (2 LP)          | Live at Espace Balard, Paris, France — 9th Febrary 1984 (2 LP) |
| #                                                              | Назва                                                                   | Тривалість                                                     |
| -------------------------------------------------------------- | ----------------------------------------------------------------------- | -------------------------------------------------------------- |
| 1.                                                             | «The Ecstasy of Gold» (Раніше не видавалась)                            |                                                                |
| 2.                                                             | «Hit the Lights» (Концертна версія, раніше не видавалась)               |                                                                |
| 3.                                                             | «The Four Horsemen» (Концертна версія, раніше не видавалась)            |                                                                |
| 4.                                                             | «Jump in the Fire» (Концертна версія, раніше не видавалась)             |                                                                |
| 5.                                                             | «Phantom Lord» (Концертна версія, раніше не видавалась)                 |                                                                |
| 6.                                                             | «No Remorse» (Концертна версія, раніше не видавалась)                   |                                                                |
| 7.                                                             | «Ride the Lightning» (Концертна версія, раніше не видавалась)           |                                                                |
| 8.                                                             | «Motorbreath» (Концертна версія, раніше не видавалась)                  |                                                                |
| 9.                                                             | «(Anesthesia) — Pulling Teeth» (Концертна версія, раніше не видавалась) |                                                                |
| 10.                                                            | «Whiplash» (Концертна версія, раніше не видавалась)                     |                                                                |
| 11.                                                            | «Seek & Destroy» (Концертна версія, раніше не видавалась)               |                                                                |
| 12.                                                            | «Metal Militia» (Концертна версія, раніше не видавалась)                |                                                                |

| Jump in the Fire (LP Pucture Disc) | Jump in the Fire (LP Pucture Disc)                         | Jump in the Fire (LP Pucture Disc) |
| #                                  | Назва                                                      | Тривалість                         |
| ---------------------------------- | ---------------------------------------------------------- | ---------------------------------- |
| 1.                                 | «Jump in the Fire»                                         |                                    |
| 2.                                 | «Seek & Destroy (Live at the Automatt)» (Концертна версія) |                                    |
| 3.                                 | «Phantom Lord (Live at the Automatt)» (Концертна версія)   |                                    |

| Interview & Radio IDS (CD) | Interview & Radio IDS (CD)                                              | Interview & Radio IDS (CD) |
| #                          | Назва                                                                   | Тривалість                 |
| -------------------------- | ----------------------------------------------------------------------- | -------------------------- |
| 1.                         | «Metal Forces Interview With Lars, January 1984» (Раніше не видавалась) | 70:09                      |
| 2.                         | «Radio IDs With Lars, James & Cliff From 1984» (Раніше не видавалась)   | 1:10                       |

| Rough Mixes From Lars' Vault, Bootleg Tracks & Whiplash Remix EP (CD) | Rough Mixes From Lars' Vault, Bootleg Tracks & Whiplash Remix EP (CD)                  | Rough Mixes From Lars' Vault, Bootleg Tracks & Whiplash Remix EP (CD) |
| #                                                                     | Назва                                                                                  | Тривалість                                                            |
| --------------------------------------------------------------------- | -------------------------------------------------------------------------------------- | --------------------------------------------------------------------- |
| 1.                                                                    | «Motorbreath (Rough Mix)» (Раніше не видавалась)                                       | 3:14                                                                  |
| 2.                                                                    | «Hit the Lights (Rough Mix)» (Раніше не видавалась)                                    | 4:22                                                                  |
| 3.                                                                    | «(Anesthesia) – Pulling Teeth (Rough Mix)» (Раніше не видавалась)                      | 4:29                                                                  |
| 4.                                                                    | «Seek & Destroy (Rough Mix)» (Раніше не видавалась)                                    | 6:57                                                                  |
| 5.                                                                    | «Whiplash (Rough Mix)» (Раніше не видавалась)                                          | 4:15                                                                  |
| 6.                                                                    | «The Four Horsemen (Rough Mix)» (Раніше не видавалась)                                 | 7:12                                                                  |
| 7.                                                                    | «Seek & Destroy (NOT Live from the Automatt)» (Концертна версія, раніше не видавалась) | 7:00                                                                  |
| 8.                                                                    | «Phantom Lord (NOT Live from the Automatt)» (Концертна версія, раніше не видавалась)   | 4:50                                                                  |
| 9.                                                                    | «Jump in the Fire»                                                                     | 4:44                                                                  |
| 10.                                                                   | «Whiplash (Special Neckbrace Remix)»                                                   | 4:11                                                                  |
| 11.                                                                   | «Seek & Destroy (Live at the Automatt)» (Концертна версія)                             | 7:03                                                                  |
| 12.                                                                   | «Phantom Lord (Live at the Automatt)» (Концертна версія)                               | 4:53                                                                  |

| Live at J Bees Rock III, Middletown, NY — 20th January 1984 (CD) | Live at J Bees Rock III, Middletown, NY — 20th January 1984 (CD) | Live at J Bees Rock III, Middletown, NY — 20th January 1984 (CD) |
| #                                                                | Назва                                                            | Тривалість                                                       |
| ---------------------------------------------------------------- | ---------------------------------------------------------------- | ---------------------------------------------------------------- |
| 1.                                                               | «The Four Horsemen» (Концертна версія, раніше не видавалась)     | 5:46                                                             |
| 2.                                                               | «Jump in the Fire» (Концертна версія, раніше не видавалась)      | 5:14                                                             |
| 3.                                                               | «Fight Fire With Fire» (Концертна версія, раніше не видавалась)  | 5:32                                                             |
| 4.                                                               | «Ride the Lightning» (Концертна версія, раніше не видавалась)    | 7:14                                                             |
| 5.                                                               | «Phantom Lord» (Концертна версія, раніше не видавалась)          | 5:21                                                             |
| 6.                                                               | «Seek & Destroy» (Концертна версія, раніше не видавалась)        | 7:48                                                             |
| 7.                                                               | «Whiplash» (Концертна версія, раніше не видавалась)              | 6:35                                                             |

| Live at the Keystone, Palo Alto, CA — 31st October 1983 (CD) | Live at the Keystone, Palo Alto, CA — 31st October 1983 (CD)                            | Live at the Keystone, Palo Alto, CA — 31st October 1983 (CD) |
| #                                                            | Назва                                                                                   | Тривалість                                                   |
| ------------------------------------------------------------ | --------------------------------------------------------------------------------------- | ------------------------------------------------------------ |
| 1.                                                           | «Hit the Lights» (Раніше не видавалась)                                                 | 4:25                                                         |
| 2.                                                           | «The Four Horsemen» (Концертна версія, раніше не видавалась)                            | 7:29                                                         |
| 3.                                                           | «Jump in the Fire» (Концертна версія, раніше не видавалась)                             | 5:00                                                         |
| 4.                                                           | «Fight Fire With Fire» (Концертна версія, раніше не видавалась)                         | 5:36                                                         |
| 5.                                                           | «Ride the Lightning» (Концертна версія, раніше не видавалась)                           | 7:55                                                         |
| 6.                                                           | «Phantom Lord» (Концертна версія, раніше не видавалась)                                 | 5:35                                                         |
| 7.                                                           | «When Hell Freezes Over (“The Call of Ktulu”)» (Концертна версія, раніше не видавалась) | 9:10                                                         |
| 8.                                                           | «Seek & Destroy» (Концертна версія, раніше не видавалась)                               | 7:22                                                         |
| 9.                                                           | «(Anesthesia) – Pulling Teeth» (Концертна версія, раніше не видавалась)                 | 2:35                                                         |
| 10.                                                          | «Whiplash» (Концертна версія, раніше не видавалась)                                     | 5:48                                                         |
| 11.                                                          | «Creeping Death» (Концертна версія, раніше не видавалась)                               | 7:48                                                         |
| 12.                                                          | «Guitar Solo» (Концертна версія, раніше не видавалась)                                  | 2:40                                                         |
| 13.                                                          | «Metal Militia» (Концертна версія, раніше не видавалась)                                | 7:46                                                         |

| Live at the Metro In Chicago On August 12th 1983 (DVD) | Live at the Metro In Chicago On August 12th 1983 (DVD)                                      | Live at the Metro In Chicago On August 12th 1983 (DVD) |
| #                                                      | Назва                                                                                       | Тривалість                                             |
| ------------------------------------------------------ | ------------------------------------------------------------------------------------------- | ------------------------------------------------------ |
| 1.                                                     | «Hit the Lights» (Концертна версія, тільки відео без аудіодорожки, раніше не видавалась)    |                                                        |
| 2.                                                     | «The Four Horsemen» (Концертна версія, тільки відео без аудіодорожки, раніше не видавалась) |                                                        |
| 3.                                                     | «Jump in the Fire» (Концертная версия, тільки відео без аудіодорожки, раніше не видавалась) |                                                        |
| 4.                                                     | «Phantom Lord» (Концертна версія, раніше не видавалась)                                     |                                                        |
| 5.                                                     | «No Remorse» (Концертна версія)                                                             |                                                        |
| 6.                                                     | «(Anesthesia) — Pulling Teeth» (Концертна версія, раніше не видавалась)                     |                                                        |
| 7.                                                     | «Whiplash» (Концертна версія, раніше не видавалась)                                         |                                                        |
| 8.                                                     | «Seek & Destroy» (Концертна версія, раніше не видавалась)                                   |                                                        |
| 9.                                                     | «Guitar Solo» (Концертна версія, раніше не видавалась)                                      |                                                        |
| 10.                                                    | «Metal Militia» (Концертная версия)                                                         |                                                        |

## Чарти
| Чарт            | Найвища позиція |
| --------------- | --------------- |
| Австралія       | 55              |
| Велика Британія | 142             |
| Німеччина       | 58              |
| Іспанія         | 65              |
| США             | 66              |
| Фінляндія       | 12              |
| Франція         | 149             |
| Швеція          | 28              |
| Швейцарія       | 65              |

## Сертифікації
| Регіон | Сертифікація  | Продажі    |
| --- | ------------- | ---------- |
| Аргентина (CAPIF) | Платиновий    | 60 000^    |
| Канада (Music Canada) | Платиновий    | 100 000^   |
| Німеччина (BVMI) | Золотий       | 250 000    |
| Польща (ZPAV) | Платиновий    | 20 000     |
| Велика Британія (BPI) | Золотий       | 100 000*   |
| США (RIAA) | 3× Платиновий | 3 000 000^ |
| *продажі, що базуються лише на сертифікаціях · ^відвантаження, що базуються лише на сертифікаціях · продажі+прослуховування, що базуються лише на сертифікаціях |               |            |